# Štěkeň
Štěkeň è un comune mercato della Repubblica Ceca facente parte del distretto di Strakonice, in Boemia Meridionale.